# Портик
Портик (на латински: Porticus; на италиански: Portico) в архитектурата се нарича пристройка към вход в сграда, чийто покрив обикновено е подпиран с колони – колонада.
В Древна Гърция това е главната веранда във входа към храма. Има покрив и понякога липсват странични стени „анти“, а отпред е украсен с колони. Техният брой определя архитектурното име на храма – например портик с две редици колони и отворен вътрешен двор се нарича диптер. Диптеритге стават много популярни след IV в. пр.н.е., тъй като са доста внушителни, особено когато отпред и отзад има допълнителна редица колони (триптер). Триптер е например храмът на Зевс в Олимпия:с. 115. С четири колони храмът е тетрастил, с шест (особено срещан) – хексатил:с. 97.